# 国鉄EF70形電気機関車
EF70形電気機関車（EF70がたでんききかんしゃ）は、1961年（昭和36年）に登場した日本国有鉄道（国鉄）の交流用電気機関車である。
交流電気機関車としては数少ないF形（動軸6軸）の機関車であり、北陸本線用交流貨物機として1,200 t牽引を目指したため、軸配置は Bo - Bo - Bo で、日本の交流電気機関車としては初のF形となった。

## 製造までの経緯
日本の交流電気機関車は基本的にD形（動軸4軸）で製造されているが、これは仙山線での試験の際、予想を上回る粘着特性を示した整流器式のED45形の試験結果より、交流のD形と直流のF形は同等の牽引力をもつと算定されたことによる。
1962年（昭和37年）に11.5 ‰の連続勾配を有する北陸トンネルが開通するが、日本海縦貫線である北陸本線の列車単位は極めて大きく、この時点で1,000 t、将来的には1,100 tまで列車単位が引き上げられる予定であった。これをトンネル特有の多湿環境で勾配もきついとの悪条件のなか、D形機の単機で牽引するのは難しいという結論が下され、余裕をもたせて交流機としては初めてF形で製造されることとなった。当初は田村 - 福井間に本形式を投入し、福井以北の平坦線にはED74形を投入する予定とされていたが、福井以北の平坦線では機関車出力に見合った牽引定数の増加（列車単位の引き上げ）を見込めることから、作り分けるのは得策ではないとして本形式が北陸本線の主力機として増備されることとなった。

## 構造

高圧タップ制御。変圧器高圧側のタップを制御して電圧を上下させ、シリコン整流器で直流にした後で直流電動機を駆動する。

### 機器
主変圧器は外鉄形フォームフィット式で送油風冷式のTM5形(1次形)で、旅客列車けん引を想定して電気暖房用の4次巻線を持ち、付属の高圧タップ切替器は、ED71形での使用実績を反映して接触部をブラシ式からローラー式に変更した25段構成の物を搭載する。また、シリコン整流器は日立製作所製DJ14Lシリコンダイオードを5基直列接続したものを12セット並列接続し、これを4セット用いて単相ブリッジ結線としている。これによる定格出力は2,430 kW・定格電圧750 V・定格電流3,240 Aである。
当時は、交流電気機関車の技術は揺籃期にあり技術的にさまざまな方式が試みられていた。本形式では、交流電源を直流に変換する整流器については、取扱が簡単で装置自体も軽量かつ大容量のシリコン整流器が採用され、高圧タップ切換器を組み合わせ、主電動機を電圧制御するが、シリコン整流器を採用したため、水銀整流器で可能であった位相制御が不可能となった。そのため連続制御性や再粘着性能などでは、まだ技術的課題が残された過渡期のものであったが、F形機のため粘着性能には余裕があり、運転には支障はなかった。

### 駆動系
主電動機は当初より交流機・直流機の両方に使用可能で電気機関車用汎用電動機として開発されたMT52形直流直巻整流子式電動機を採用した。
駆動方式はそれまでの新系列電気機関車に採用されていたクイル式をやめて、古くから用いられている吊り掛け式が採用された。歯数比は他に例がない70 : 17 (4.12) である。
- クイル式は吊り掛け式に比べて軽量な高速型電動機の搭載が容易で線路や車両に与える負担が小さく、「新系列電気機関車」と呼ばれる電気機関車の特徴の1つであったが、日本では設計の不備から異常振動の多発、保守点検の困難さなどが問題視され、本形式以降の電気機関車では旧来の吊り掛け式が再び採用されるようになった。もっとも、この代償として主電動機の定格回転数を低く抑えることが求められ、それに伴い出力をトルクで稼ぐ設計とする必要が生じたことから磁気回路の増量が必要となったため、電動機そのものの自重が増大しており[注 10]、重い変圧器などを搭載する関係で艤装に制約の多い交流電気機関車においては設計上大きな制約が課せられる結果となった。

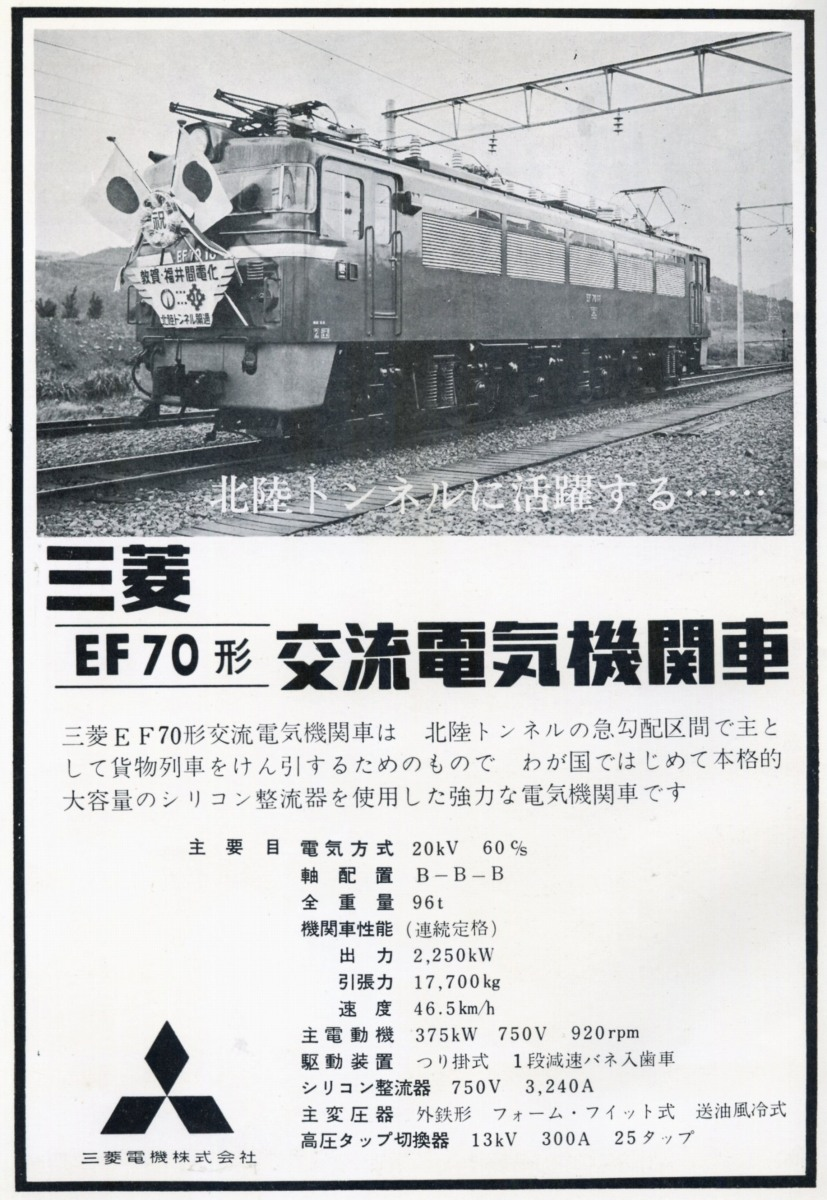
1962年6月10日北陸本線敦賀 - 福井間電化開通祝賀列車を牽引したEF70 18（三菱電機の広告）

### 車体・外観
単機牽引を前提としており、前面は非貫通型である。
交流電気機関車では原則的に2基搭載されているパンタグラフのうち、進行方向に対して後位のパンタグラフを使用することになっており、本形式でも当初は2基搭載されたPS100A形（1次形）・PS101形（2次形）菱枠パンタグラフの後位側を使用していた。
だが、本形式についてはこの原則が後に破られ、2位側のパンタグラフを常用し1位側のパンタグラフは予備とすることに変更された。そのため変更以後は、2位側を先頭にして走行する場合、前側のパンタグラフを上げて走行するのが特徴である。同様の事例に北海道でのED76形500番台の運用方法が挙げられる。

## 形態別概説
1961年から1965年（昭和40年）にかけて計81両が製造された。1964年（昭和39年）製造のEF70 22からは大幅な設計変更がなされている（後述）。
EF70形番号別製造分類
| 車体形態 | 車両番号     | 製造 メーカー       | 新製配置                                                                         | 製造名目                     | 予算              | 備考  |
| 1次形    | EF70 1 - 11  | 日立製作所          | 敦賀第二機関区 （現・JR西日本敦賀地域鉄道部敦賀運転派出）                        | 敦賀 - 福井間 電化開業       | 1961年度本予算    |       |
| 1次形    | EF70 12 - 18 | 三菱電機 三菱重工業 | 敦賀第二機関区 （現・JR西日本敦賀地域鉄道部敦賀運転派出）                        | 敦賀 - 福井間 電化開業       | 1961年度本予算    |       |
| 1次形    | EF70 19 - 21 | 三菱電機 三菱重工業 | 敦賀第二機関区 （現・JR西日本敦賀地域鉄道部敦賀運転派出）                        | 田村 - 南福井間 貨物列車増発 | 1962年度第2次債務 | 表注1 |
| 2次形    | EF70 22 - 28 | 日立製作所          | 敦賀第二機関区 （現・JR西日本敦賀地域鉄道部敦賀運転派出）                        | 金沢 - 富山間 電化開業       | 1963年度第3次債務 | 表注2 |
| 2次形    | EF70 29 - 32 | 三菱電機 三菱重工業 | 敦賀第二機関区 （現・JR西日本敦賀地域鉄道部敦賀運転派出）                        | 金沢 - 富山間 電化開業       | 1963年度第3次債務 |       |
| 2次形    | EF70 33 - 44 | 日立製作所          | 敦賀第二機関区 （現・JR西日本敦賀地域鉄道部敦賀運転派出）                        | 金沢 - 富山間 電化開業       | 1964年度第1次民有 |       |
| 2次形    | EF70 45 - 52 | 三菱電機 三菱重工業 | 敦賀第二機関区 （現・JR西日本敦賀地域鉄道部敦賀運転派出）                        | 金沢 - 富山間 電化開業       | 1964年度第1次民有 |       |
| 2次形    | EF70 53      | 日立製作所          | 敦賀第二機関区 （現・JR西日本敦賀地域鉄道部敦賀運転派出）                        | 富山 - 糸魚川間 電化開業     | 1964年度第3次債務 |       |
| 2次形    | EF70 54 - 57 | 三菱電機 三菱重工業 | 敦賀第二機関区 （現・JR西日本敦賀地域鉄道部敦賀運転派出）                        | 富山 - 糸魚川間 電化開業     | 1964年度第3次債務 |       |
| 2次形    | EF70 58 - 71 | 日立製作所          | EF70 58 - 67 富山第二機関区 （現・JR貨物富山機関区） EF70 68 - 71 敦賀第二機関区 | 富山 - 糸魚川間 電化開業     | 1964年度第5次債務 | 表注3 |
| 2次形    | EF70 72 - 81 | 三菱電機 三菱重工業 | EF70 72 - 75 富山第二機関区 EF70 76 - 81 敦賀第二機関区                          | 富山 - 糸魚川間 電化開業     | 1964年度第5次債務 | 表注3 |

- 表注1 … 機器類は2次形先行搭載
- 表注2 … 1968年（昭和43年）にEF70 1001 - 1007へ改造
- 表注3 … 1981年（昭和56年）にEF70 61 - 81は九州地区（門司機関区）へ転出

### 1次形・2次形の相違点
| EF70 10（1次形） |  | EF70 55（2次形） |
| EF70 10（1次形） |  | EF70 55（2次形） |

EF70 21までは1次形と呼ばれ、1964年以降に製造された2次形とされるEF70 22以降とは以下に示す外観ならびに性能面で相違点がある。なおEF70 19 - 21は、外観は1次形であるものの性能面では2次形の機器を先行搭載した変則機である。
| 変更箇所             | 1次形 (EF70 1 - 18) | 1次形 変則機 (EF70 19 - 21) | 2次形 (EF70 22 - 81) |
| 前照灯               | 1灯 白熱灯          | 1灯 白熱灯                  | 2灯 シールドビーム   |
| 側面フィルタ・採光窓 |                     |                             | 形状変更             |
| 電気暖房表示灯       | 2・3位              | 2・3位                      | 1・4位               |
| 主変圧器・主整流器   |                     | 容量引き上げ                | 容量引き上げ         |
| 1時間定格出力        | 2,250 kW            | 2,300 kW                    | 2,300 kW             |

### 1000番台化改造

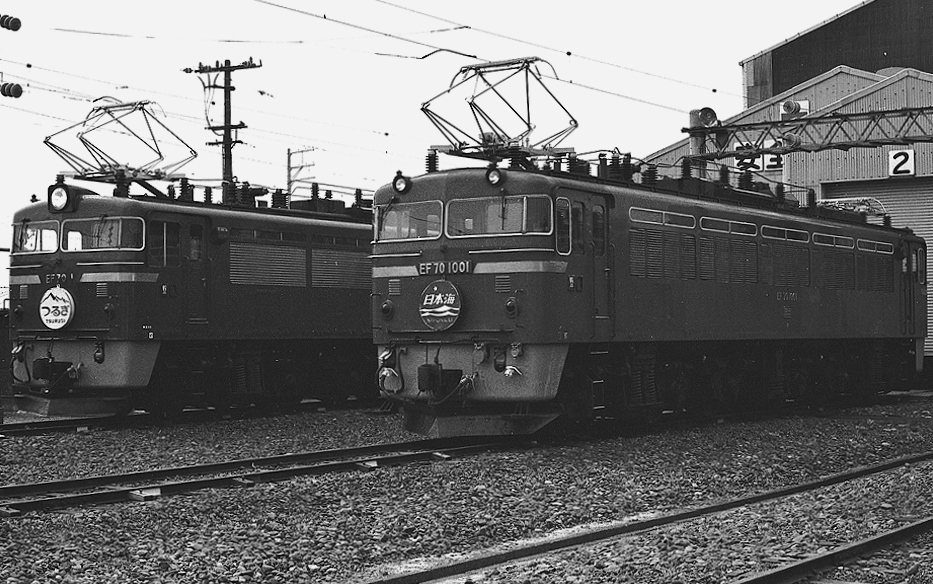
EF70 1（左）
EF70 1001（右）

1968年10月1日のダイヤ改正で20系客車により運転されていた寝台特急列車は、ASブレーキに中継弁 (Relay valve) ・電磁給排弁 (Electro-pneumatic valve) ・ブレーキ率速度制御機能を付与したAREB増圧装置付き電磁指令式自動空気ブレーキへの改造を施工し110 km/h運転対応されることになった。日本海縦貫線においても在来急行格上げで20系寝台特急「日本海」が設定されたことから、その牽引に充当される本形式にも対応する改造を松任工場（現・金沢総合車両所）で7両に施工した。なお、本形式は寝台特急けん引時でも性能上、最高速度は100 km/hである。
改造内容
- 編成増圧仕様応速度増圧ブレーキ装置を新設
- つり合い空気ダメを2室式に変更
- 電磁ブレーキ制御装置と引通しとなるKE72形ジャンパ連結器を新設
- 20系客車との連絡電話用KE59形ジャンパ連結器を新設
- 運転席へ連絡電話及び、単機増圧表示灯及び試しボタン、編成増圧表示灯を新設
- 第二元空気ダメを供給空気ダメへ用途変更し、元空気ダメと供給空気ダメの間にコックの追加
- 元空気ダメ管を新設[注 14]
- アルカリ蓄電池を新設
- 前面ナンバープレートをブロックタイプに変更
- 車両番号を1000番台に改番
  - EF70 22 - 28 → EF70 1001 - 1007

改造内容はED73形とほぼ同じだが、ED73形と異なり主変圧器やタップ切り替え機への改造は行われていない。

### 直流化改造計画
1980年代になると東海道本線・山陽本線で荷物列車牽引に運用されていたEF58形の老朽化が深刻になり、代替機関車が必要となった。しかし当時の国鉄は多額の累積債務を抱えており、その財政状況では新造の機関車を投入することができなかった。そこで、大量に余剰の発生していた本形式の直流化改造計画が持ち上がる。1982年ごろに本形式の鷹取工場入場が目撃されるなど、実現間近と見られる動きはあったが、1984年（昭和59年）のダイヤ改正で電気暖房装置を有する既存直流機のEF62形の大量余剰からの転用となったため、制御器の新製が必要で改造費のかかる本計画は中止となった。

## 運用

### 北陸本線
北陸本線の交流電化の進捗とともに運用の場を広げていき、最終的には田村 - 糸魚川間で運用されるようになった。当初は主に貨物列車を中心に牽引したが、のちにED70形の運用縮小とED74形の九州転出により、多目的に使用されるようになった。
1968年10月1日のダイヤ改正以降、1000番台が限定運用で寝台特急「日本海」の田村 - 糸魚川間の運用を担当し、1972年3月には「つるぎ」の田村 - 金沢間の運用も加わった。なお北陸本線糸魚川 - 直江津の電化完成後の1969年10月以降、日本海のけん引区間は金沢までに変更され、ここでEF81形と交代していた。
1969年（昭和44年）に信越本線が直流電化された際、交直接続を糸魚川 - 梶屋敷間に設けたデッドセクションで行うこととなり、これに充当する交直流電気機関車が必要となった。こうしてEF81形が製造されることになるが、この時点のEF81形は富山第二機関区に配属され、金沢以東の北陸本線北部に運用されており本形式とも共存していた。
しかし、1974年（昭和49年）に開業した北陸 - 関西の短絡ルートでデッドセクションをもつ湖西線経由に貨物列車の大半が変更され、本形式の大半が所属している敦賀第二機関区にEF81形が配置された。
この結果、田村 - 糸魚川間に運用が制限される本形式は、EF81形のロングラン運用の前に次第に持て余し気味となり、寝台特急も1975年3月のダイヤ改正以降は湖西線経由となったため、1000番台もEF81形に役目を譲り、基本番台と共通運用に就くようになった。1978年（昭和53年）10月のダイヤ改正では1次形の大半が休車になる。
車齢の問題（電気機関車の法定耐用年数は18年）からも廃車にもできず、本形式の末期は有効な転用先の模索の歴史となる。1980年（昭和55年）11月からに1982年（昭和57年）2月にかけてEF70 61 - 81がED72形・ED73形の置換用として門司機関区に転属した。
また北陸本線残留機は、前述の門司区転出の穴埋めとして休車になっていた1次形を復活させたものの、1982年11月のダイヤ改正で本形式が富山 - 福井間の牽引をしていた急行「越前」の廃止、貨物列車の削減や普通列車の急行形転用による電車化などで、余剰機が大量に発生、米原経由の急行「きたぐに」の田村 - 金沢間の運用も1983年4月にEF81形に置き換えられ、1985年3月のダイヤ改正で全機が運用を終了した。

### 九州地区
北陸本線と同じ交流20,000 V・60 Hz電化の九州地区へ、老朽化が進んでいたED72・ED73形の置換用として、前述のとおり1980年（昭和55年）11月からに1982年（昭和57年）2月にかけて敦賀第二機関区から21両が門司機関区へ転属した。暖地であるため、スノープラウやデフロスタを外したスタイルとなった。
九州地区では電気暖房を使用しないため、本形式はED72・ED73形が担当していた運用の寝台特急「あさかぜ」「さくら」「みずほ」「あかつき」や貨物列車等を牽引したが、軸重の関係で鹿児島本線熊本以北および長崎本線に運用が制限された。九州にて21両が出そろった半年後の1982年（昭和57年）11月のダイヤ改正では貨物列車の削減などで早くもED76形に置き換えられて半数が余剰となり、1984年（昭和59年）2月のダイヤ改正で全車が運用離脱、1987年までに全車が廃車になった。
末期の本形式は運用効率の悪さから不遇を託ち、1000番台や九州転属機を含めて1987年（昭和62年）の国鉄分割民営化前に全機が廃車されたため、JRグループには1両も承継されていない。

## 保存機
| 画像                         | 番号                                     | 所在地                                                             | 備考 |
| ---------------------------- | ---------------------------------------- | ------------------------------------------------------------------ | --- |
|                              | EF70 1001                                | 群馬県安中市松井田町横川 碓氷峠鉄道文化むら                        | 廃車後は高崎運転所で修復され保管。 1999年（平成11年）の碓氷峠鉄道文化むら開館に伴い移設展示。 |
| 保存後に解体・または消息不明 |                                          |                                                                    | |
|                              | EF70 1                                   | JR西日本松任工場（現・金沢総合車両所）                             | 『全国保存鉄道II』（1994年）で同所に保管されているとリストに記載されたが、その後現存は確認されていない。1989年（平成元年）9月当時、スカートの半分やナンバーがない状態で留置されていた。 |
|                              | EF70 4（ナンバープレートはEF70 1）       | JR西日本敦賀運転所（現・敦賀地域鉄道部敦賀運転センター車両管理室） | 『全国保存鉄道II』（1994年）ので同所に保管されているとリストに記載されたが、その後現存は確認されていない。 |
|                              | EF70 57                                  | 石川県白山市の松任青少年宿泊研修センター                           | 宿泊棟としてオハ47形2両とともに保存されていたが、老朽化のため2013年（平成25年）3月に閉鎖。2015年度以降解体撤去予定と報道された。2016年（平成28年）2月に富山県高岡市伏木へ搬出された。子供が憧れる特急列車に似せるため、客車ともども塗装が485系に類似する旧国鉄特急色へ変更されていた。 |
|                              | EF70 70                                  | JR貨物吹田機関区                                                   | 扇形庫内で保存され、1990年代にはイベント時に公開されたが、1999年の扇形庫撤去前に同様に保存されていた本機を含めた機関車7両のうち6両 (EF30 21, EF61 201, ED77 2, ED78 901, DD13 381, DD16 16) が同区での解体を確認されたことから、同時期に解体されたと思われる。 |
|                              | EF70 1003（ナンバープレートはEF70 1005） | 福井県福井市両橋屋町                                               | 焼肉レストラン「どん幸」としてオハフ45 2014・オハフ46 2029とともに保存）され、客車がレストランとして使用されていた。1995年（平成7年）11月にレストランが廃業したため解体が検討されたが、有志で保存会を結成して修復作業を行い移転保存先を募った。その結果、鯖江市に本社がある長谷川眼鏡に本機とオハフ46 2029が譲渡され、1998年（平成10年）3月に同社が福井県越前市（旧・武生市）で運営する施設「金華山やまぼうし高原」に移転したが、2007年（平成19年）ごろに撤去された。なお「金華山やまぼうし高原」は後に廃業し、同社も2010年（平成22年）に倒産している。 |